# Меримовская
Меримовская (тат. Мөрим, Коллар, Нурбага Коллары) — деревня в Тобольском районе Тюменской области, входит в состав Карачинского сельского поселения.
Находится на  берегу реки Тобол.

## Население
| 2010 |
| ---- |
| 6    |